# Lista dos deputados federais de Santa Catarina - 49ª legislatura (1991 — 1995)
Lista dos deputados federais de Santa Catarina - 49ª legislatura (1991 — 1995).
| Nº | Deputado                  | Partido |
| -- | ------------------------- | --- |
| 1  | Ângela Amin               | União por Santa Catarina: Partido Democrático Social (PDS) - Partido Trabalhista Brasileiro (PTB) - Partido Democrata Cristão (1985-1993) (PDC) - Partido Social Cristão (PSC) - Partido Liberal (Brasil) (PL) - Partido da Frente Liberal (PFL) |
| 2  | Cesar Souza               | União por Santa Catarina: Partido Democrático Social (PDS) - Partido Trabalhista Brasileiro (PTB) - Partido Democrata Cristão (1985-1993) (PDC) - Partido Social Cristão (PSC) - Partido Liberal (Brasil) (PL) - Partido da Frente Liberal (PFL) |
| 3  | Paulo Bauer               | União por Santa Catarina: Partido Democrático Social (PDS) - Partido Trabalhista Brasileiro (PTB) - Partido Democrata Cristão (1985-1993) (PDC) - Partido Social Cristão (PSC) - Partido Liberal (Brasil) (PL) - Partido da Frente Liberal (PFL) |
| 4  | Nelson Morro              | União por Santa Catarina: Partido Democrático Social (PDS) - Partido Trabalhista Brasileiro (PTB) - Partido Democrata Cristão (1985-1993) (PDC) - Partido Social Cristão (PSC) - Partido Liberal (Brasil) (PL) - Partido da Frente Liberal (PFL) |
| 5  | Jarvis Gaidzinski         | União por Santa Catarina: Partido Democrático Social (PDS) - Partido Trabalhista Brasileiro (PTB) - Partido Democrata Cristão (1985-1993) (PDC) - Partido Social Cristão (PSC) - Partido Liberal (Brasil) (PL) - Partido da Frente Liberal (PFL) |
| 6  | Paulo Alberto Duarte      | União por Santa Catarina: Partido Democrático Social (PDS) - Partido Trabalhista Brasileiro (PTB) - Partido Democrata Cristão (1985-1993) (PDC) - Partido Social Cristão (PSC) - Partido Liberal (Brasil) (PL) - Partido da Frente Liberal (PFL) |
| 7  | Ruberval Pilotto          | União por Santa Catarina: Partido Democrático Social (PDS) - Partido Trabalhista Brasileiro (PTB) - Partido Democrata Cristão (1985-1993) (PDC) - Partido Social Cristão (PSC) - Partido Liberal (Brasil) (PL) - Partido da Frente Liberal (PFL) |
| 8  | Hugo Biehl                | União por Santa Catarina: Partido Democrático Social (PDS) - Partido Trabalhista Brasileiro (PTB) - Partido Democrata Cristão (1985-1993) (PDC) - Partido Social Cristão (PSC) - Partido Liberal (Brasil) (PL) - Partido da Frente Liberal (PFL) |
| 9  | Vasco Furlan              | União por Santa Catarina: Partido Democrático Social (PDS) - Partido Trabalhista Brasileiro (PTB) - Partido Democrata Cristão (1985-1993) (PDC) - Partido Social Cristão (PSC) - Partido Liberal (Brasil) (PL) - Partido da Frente Liberal (PFL) |
| 10 | Luci Choinacki            | Frente Popular: Partido Democrático Trabalhista (PDT) - Partido dos Trabalhadores (PT) - Partido Comunista Brasileiro (PCB) - Partido Comunista do Brasil (PCdoB)                                                                                |
| 11 | Dércio Knop               | Frente Popular: Partido Democrático Trabalhista (PDT) - Partido dos Trabalhadores (PT) - Partido Comunista Brasileiro (PCB) - Partido Comunista do Brasil (PCdoB)                                                                                |
| 12 | Luiz Henrique da Silveira | Partido do Movimento Democrático Brasileiro (PMDB) |
| 13 | Eduardo Pinho Moreira     | Partido do Movimento Democrático Brasileiro (PMDB) |
| 14 | Dejandir Dalpasquale      | Partido do Movimento Democrático Brasileiro (PMDB) |
| 15 | Neuto de Conto            | Partido do Movimento Democrático Brasileiro (PMDB) |
| 16 | Renato de Mello Vianna    | Partido do Movimento Democrático Brasileiro (PMDB) |